# Акатьево (городской округ Клин)
Акатьево — деревня в Клинском районе Московской области, в составе Городского поселения Клин. Население — 39 чел. (2010). До 2006 года Акатьево входило в состав Давыдковского сельского округа.

## Расположение
Деревня расположена в центральной части района, в 4 км к юго-востоку от города Клин, на безымянном ручье, впадающем в Екатерининский канал, высота центра над уровнем моря 197 м. Ближайшие населённые пункты — Белозерки на западе и Синьково на юге, Клин-9 на севере.

## Население
| 2002 | 2006 | 2010 |
| ---- | ---- | ---- |
| 33   | ↗36  | ↗39  |